# عباد حسین‌اف
عباد حسین‌اف (ترکی آذربایجانی: İbad Hüseynov؛ زادهٔ ۱۸ اکتبر ۱۹۷۰) فرد نظامی اهل اتحاد جماهیر شوروی سوسیالیستی و جمهوری آذربایجان است.
وی همچنین برندهٔ جوایزی همچون نشان پرچم آذربایجان و قهرمان ملی جمهوری آذربایجان (نشان) شده‌است.